# ما وراء برنامج أينشتاين
ما وراء برنامج أينشتاين (بالإنجليزية:  Beyond Einstein program)‏ ما وراء برنامج أينشتاين مشروع اطلقته وكالة الفضاء الأمريكية ناسا للاكتشاف حدود نظرية أينشتاين النسبية العامة
يشمل المشروع اثنين من المراصد الفضائية، و عدة مراصد كونية .
مرصد الكوكبة-أكس و مركبة الفضاء ليزا (ليزر التداخل الهوائي الفضائي)
تم الترويج لها من قبل ناسا لتكون مرصد أينشتاين الكبير لتفريق بينها وبين الجيل الحالي من المراصد على الرغم أنها ليست جزء من برنامج المراصد الكبرى .

## مرصد أينشتاين الكبير
- يقوم مرصد الكوكبة-أكس مع المرصد المتقدم لفيزياء الطاقة العالية الفلكية الجيل الجديد من مراصد الأشعة السينية بقياس ألاشعة السينية
- مرصد ليزا الفضائي مرصد فضائي مصمم لقياس الامواج الثقالية [2]

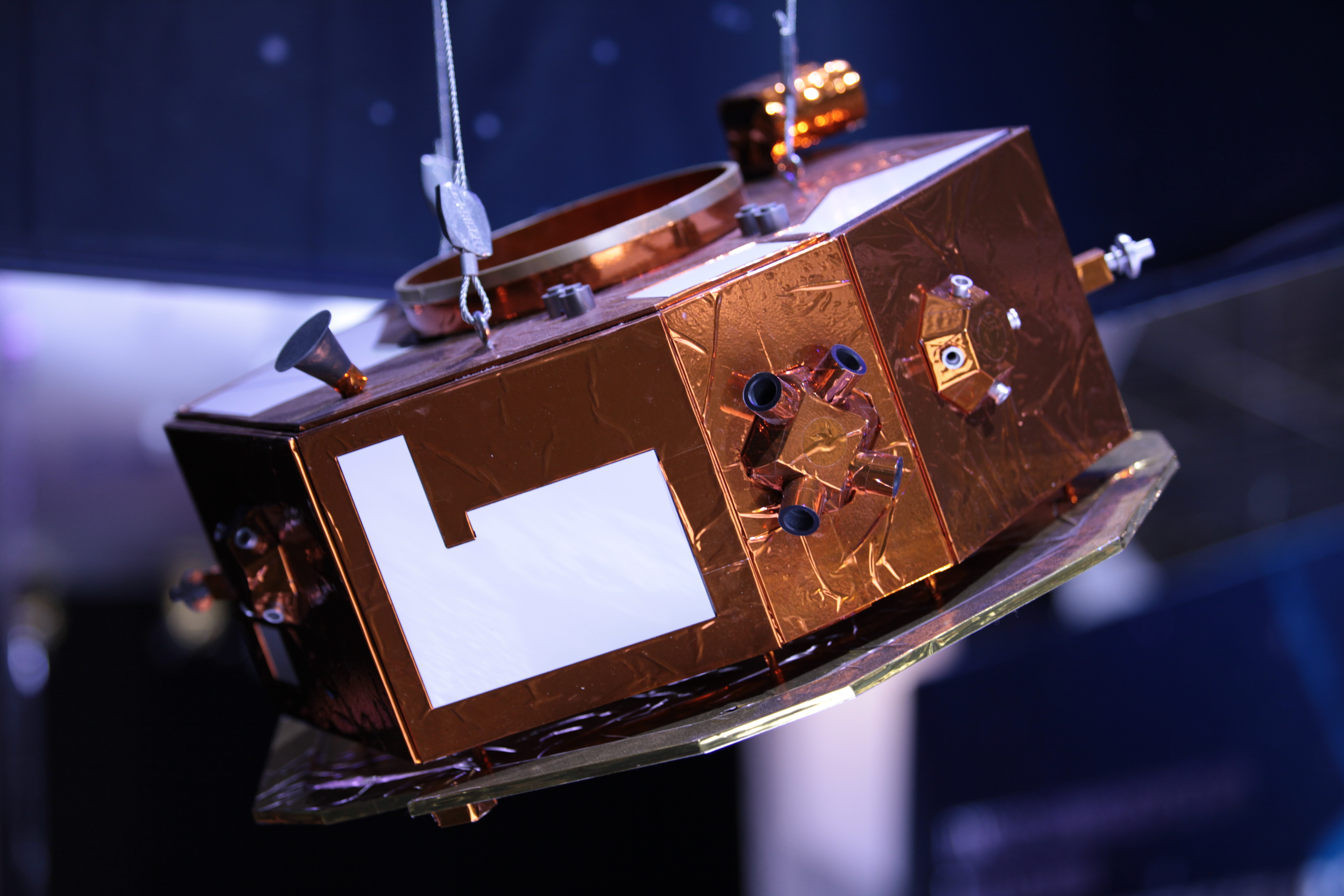
مسبار باث فايندر

و ليزا باث فايندر الإطلاق 3 ديسمبر 2015 تايع لوكالة الفضاء الأوروبية

### مسابر أينشتاين
مسابر أينشتاين و مهمة كل مسبار ضمن خطة البرنامج 
- مسبار مصمم لدراسة إستقطاب إشعاع الخلفية الكونية الميكروي ، يتابع عمل مستكشف الخلفية الكونية و مسبار ويلكينسون لقياس اختلاف الموجات الراديوية
- مسبار للبحث عن الثقوب السوداء مكمل لعمل مرصد الكوكبة-أكس
  - مسبار الطاقة المظلمة لم يعد ضمن البرنامج وحل محلة

تلسكوب المسح بالأشعة تحت الحمراء واسع المجال

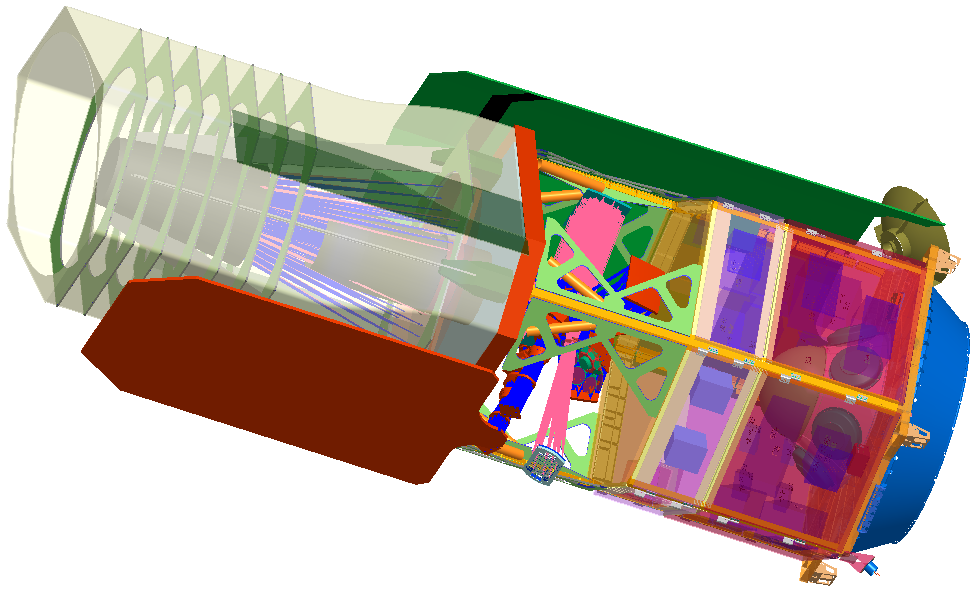
مسبار أينشتاين للطاقة المظلمة

- - تلسكوب الطاقة المظلمة لم يعد ضمن البرنامج وحل محلة

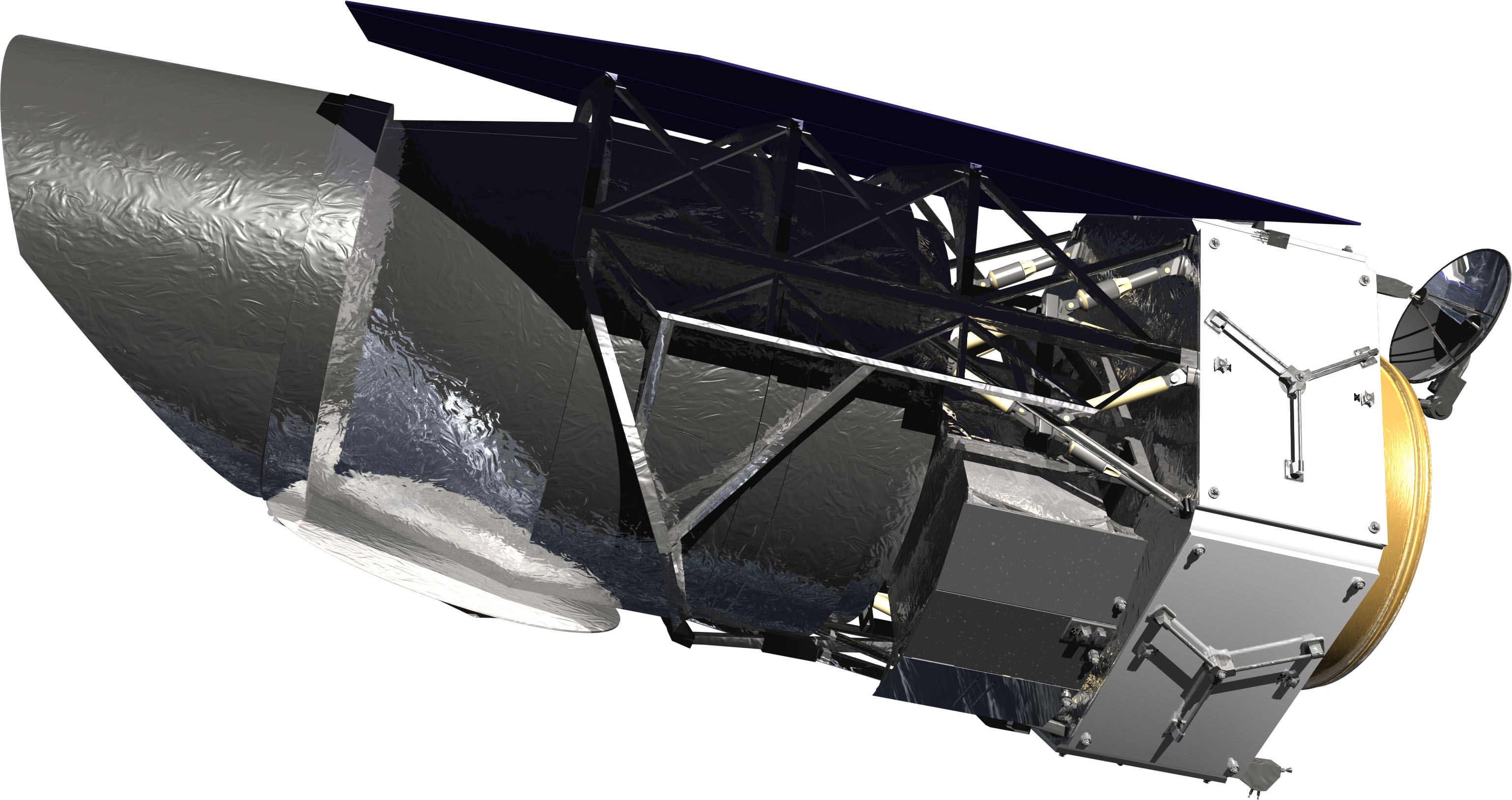
تلسكوب المسح بالأشعة تحت الحمراء واسع المجال
- - التلسكوب الفيزيائي المعزز للطاقة المظلمة لم يعد من ضمن البرنامج وحل محلة تلسكوب المسح بالأشعة تحت الحمراء واسع المجال

جميع مهمات المسابر العلمية الخاصة بالطاقة المظلمة لبرنامج أينشتاين تم دمجها في مهمة تلسكوب المسح بالأشعة تحت الحمراء واسع المجال بناء على توصية من لجنة المجلس الوطني للبحوث في عام 2010 .

### بعثات أينشتاين المستقبلية
- مراقب الانفجار الكبير لقياس الموجات الثقالية الخليفة المقترح للمركبة ليزا .
- مصور الثقوب السوداء مراقبة الغاز الساقط في أفق الحدث للثقب الأسود .يتابع عمل مسبار البحث عن الثقوب السوداء ومرصد الكوكبة-أكس.

## اقرأ أيضاً
- أينشتاين
- برنامج المراصد الكبرى
- أشعة سينية
- ثقب أسود
- الإنفجار العظيم
- نسبية عامة